# Les Berges de l'Oise
Pour les articles homonymes, voir Berges.
Les Berges de l'Oise est un tableau d'Alfred Sisley. Il se trouve actuellement à la National Gallery of Art de Washington, DC dans la section 88 (Paysages impressionnistes français) et a été acquis en 1963 par fusion avec la collection Chester Dale.

## Provenance
- Bernheim-Jeune, Paris.
- Dilenn, Brussels.
- Galerie Jacques Dubourg, Paris;
- vendu le 9 juin 1926 à Chester Dale, New York;
- legs en 1963 à la National Gallery of Art.